# Nobody but You
"Nobody but You" is een nummer van de Oostenrijkse zanger Cesár Sampson. Het nummer vertegenwoordigde Oostenrijk op het Eurovisie Songfestival 2018. De titel van het nummer werd op 7 december 2017 aan het publiek onthuld en werd gecomponeerd door Sampson zelf, Borislav Milanov en Sebastian Arman (beiden van het collectief Symphonix International), en door de Zweedse songwriter Joacim Persson, die eerder ook al meewerkte voor Songfestivalnummers voor Bulgarije, met name Poli Genova's Eurovisie 2016 inzending "If Love Was a Crime" en in Kristian Kostovs Eurovisie 2017 inzending "Beautiful Mess" en door de Zweedse songwriter Johan Alkenäs. "Nobody but You" werd uitgebracht op 9 maart 2018.

## Eurovisiesongfestival
Cesár Sampson werd op 5 december 2017 aangekondigd als de Oostenrijkse act voor de wedstrijd van 2018 en de titel van het nummer werd twee dagen later onthuld. Oostenrijk nam als 13e act deel aan de eerste halve finale en kwalificeerde zich voor de grote finale op 12 mei 2018. Na de halve finale werd Oostenrijk geloot om op te treden in de eerste helft van de grote finale. Het nummer werd verrassend derde in het algemeen klassement, won de jurystemming maar werd slechts 13e met de televote.